# ルクセンブルクの地方行政区画
ルクセンブルクは12のカントンと102の基礎自治体に区分される。ただしカントンに行政機能はなく、地方行政を担うのは実質的に基礎自治体のみである。2015年までは広域行政区 、カントン、基礎自治体の3層構造であった。

## カントン

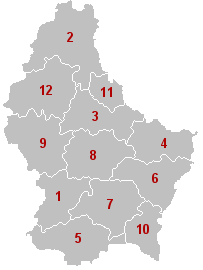
カントン

カントン（フランス語: Canton、ドイツ語: Kantone、ルクセンブルク語: Kantonen）は、ルクセンブルクの第一級行政区画である。ただし行政機能はなく、カントン独自の政府・議会・裁判所などは存在しない。現在は主に選挙区や司法区、統計などの行政上の区分として使用されている。2015年以降ISO 3166-2:LUが割り当てられているが、欧州連合（EU）が定める地域統計分類単位には使用されていない。
カントンはフランス支配下、フランス革命期の1789年12月22日に設置された。1795年8月31日の布告では37郡あった。その後も変更が行われ現在と同じ形となったのは、広域行政区が設置されたのと同じ1843年2月24日で、当時は11郡であった。1851年4月4日にヴィアンデン郡が設置され、現在に至る。
カントンには郡、県などといった訳語が当てられているが、ここでは郡に統一する。日本語名称はルクセンブルク政府広報局のものを参考にした。
| #  | 名称                         | フランス語       | ドイツ語            | ルクセンブルク語 | 中心地                     | 人口 (2019) | 面積 (km2) | 自治体数 |
| -- | ---------------------------- | ---------------- | ------------------- | ---------------- | -------------------------- | ----------- | ---------- | -------- |
| 1  | カペレン郡                   | Capellen         | Capellen            | Kapellen         | カペレン                   | 49,066      | 199.2      | 9        |
| 2  | クレルヴォー郡               | Clervaux         | Clerf               | Klierf           | クレルヴォー               | 18,436      | 342.2      | 5        |
| 3  | ディーキルヒ郡               | Diekirch         | Diekirch            | Dikrech          | ディーキルヒ               | 33,216      | 204.5      | 10       |
| 4  | エヒタナハ郡                 | Echternach       | Echternach          | Iechternach      | エヒタナハ                 | 18,944      | 185.5      | 7        |
| 5  | エシュ＝シュル＝アルゼット郡 | Esch-sur-Alzette | Esch an der Alzette | Esch-Uelzecht    | エシュ＝シュル＝アルゼット | 180,275     | 242.8      | 14       |
| 6  | グレーヴェンマハ郡           | Grevenmacher     | Grevenmacher        | Gréiwemaacher    | グレーヴェンマハ           | 30,361      | 211.4      | 8        |
| 7  | ルクセンブルク郡             | Luxembourg       | Luxemburg           | Lëtzebuerg       | ルクセンブルク市           | 186,533     | 238.5      | 11       |
| 8  | メルシュ郡                   | Mersch           | Mersch              | Miersch          | メルシュ                   | 32,725      | 223.9      | 10       |
| 9  | ルダンジュ郡                 | Redange          | Redingen            | Réiden           | ルダンジュ                 | 19,096      | 267.5      | 10       |
| 10 | レーミッヒ郡                 | Remich           | Remich              | Réimech          | レーミッヒ                 | 22,806      | 127.9      | 8        |
| 11 | ヴィアンデン郡               | Vianden          | Vianden             | Veianen          | ヴィアンデン               | 5,288       | 54.1       | 3        |
| 12 | ヴィルツ郡                   | Wiltz            | Wiltz               | Wolz             | ヴィルツ                   | 17,148      | 264.6      | 7        |

## 基礎自治体

基礎自治体

基礎自治体（フランス語: commune / communes コミューン、ドイツ語: Gemeinde / Gemeinden ゲマインデ、ルクセンブルク語: Gemeinde / Gemeinden（単数 / 複数形））は、ルクセンブルクの第二級行政区画で、地方行政を担う。内務省の管轄下にある。
基礎自治体の合計は2018年時点で102。このうち12の自治体は「市」（フランス語: Ville、ドイツ語: Städte、ルクセンブルク語: Stad）の称号を有しているが、ほかの自治体と行政上の違いはない（市はルクセンブルクの都市の一覧の項を参照）。
ルクセンブルク市（一覧）やエシュ＝シュル＝アルゼット市（一覧）には、さらに下位区分として行政区（フランス語: Quartiers、ドイツ語: Stadtteile、ルクセンブルク語: Quartierën)が設置されている。

## 広域行政区（廃止）

広域行政区

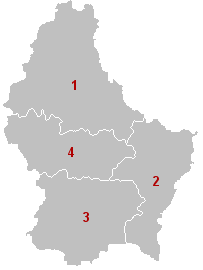
広域行政区（1857年 - 1867年）

広域行政区（フランス語: Districts、ドイツ語: Distrikte、ルクセンブルク語: Distrikter）は、かつて存在した行政区画である。内務省と基礎自治体の中継機関であった。なお司法権は持っていなかった。2015年まではISO 3166-2:LUが割り当てられていた。
1843年2月24日にディーキルヒ、グレーヴェンマハ、ルクセンブルクの3区が設置される。1857年5月30日にディーキルヒ区とルクセンブルク区から2郡が独立し、メルシュ区が新たに設置されたが、10年後の1867年5月4日に廃止され、当初の行政区画へ戻された。2015年10月3日に全広域行政区は廃止され、内務省が直接自治体へ行政サービスを提供することとなった。
| #                              | 広域行政区名               | フランス語 ドイツ語 ルクセンブルク語                                  | 首府             | 人口 (2012年) | 面積 (km2) | 所属カントン                                                  |
| ------------------------------ | -------------------------- | --------------------------------------------------------------------- | ---------------- | ------------- | ---------- | ------------------------------------------------------------- |
| 1                              | ディーキルヒ広域行政区     | District de Diekirch Distrikt Diekirch Distrikt Dikrech               | ディーキルヒ     | 80,234        | 1,157.24   | クレルヴォー ディーキルヒ ヴィアンデン ヴィルツ ルダンジュ 1  |
| 2                              | グレーヴェンマハ広域行政区 | District de Grevenmacher Distrikt Grevenmacher Distrikt Gréiwemaacher | グレーヴェンマハ | 62,818        | 524.78     | エヒタナハ グレーヴェンマハ レーミッヒ                        |
| 3                              | ルクセンブルク広域行政区   | District de Luxembourg Distrikt Luxemburg Distrikt Lëtzebuerg         | ルクセンブルク市 | 381,801       | 904.84     | エシュ＝シュル＝アルゼット カペレン メルシュ 1 ルクセンブルク |
| 2015年以前に消滅した広域行政区 |                            |                                                                       |                  |               |            |                                                               |
| 4                              | メルシュ広域行政区         | District de Mersch Distrikt Mersch Distrikt Miersch                   | メルシュ         | -             | -          | （表中 1） ルダンジュ メルシュ                                |

## そのほかの区分

### 選挙区

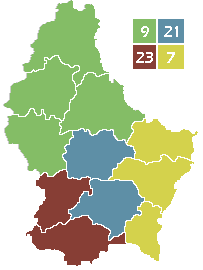
選挙区と定数

ルクセンブルクの立法府である代議院（一院制）の議員選挙に用いられる。カントンを基にして、国土を4つに分割している。
なお、欧州議会およびルクセンブルクの国民投票は国全体を一つの選挙区と規定しているため、この選挙区は使用されない（ルクセンブルク選挙区 (欧州議会)）。
|  | 選挙区     | カントン                                                       | 議席定数 |
|  | ---------- | -------------------------------------------------------------- | -------- |
|  | 北部選挙区 | クレルヴォー、ディーキルヒ、ヴィアンデン、ヴィルツ、ルダンジュ | 9        |
|  | 中部選挙区 | メルシュ、ルクセンブルク                                       | 21       |
|  | 南部選挙区 | カペレン、エシュ＝シュル＝アルゼット                           | 23       |
|  | 東部選挙区 | エヒタナハ、グレーヴェンマハ、レーミッヒ                       | 7        |

### 司法管轄区
3つの治安判事裁判所から成る、2つの司法管轄区がある。
司法管轄区
- ルクセンブルク司法管轄区（フランス語版） - カペレン、エシュ＝シュル＝アルゼット、グレーヴェンマハ、ルクセンブルク、メルシュ、 レーミッヒの6カントン
- ディーキルヒ司法管轄区（フランス語版） - クレルヴォー、ディーキルヒ、エヒタナハ 、ルダンジュ、ヴィアンデン、ヴィルツの6カントン

治安判事裁判所の所在地
- ルクセンブルク市
- エシュ＝シュル＝アルゼット
- ディーキルヒ